# ويند ريفر (نهر الرياح)

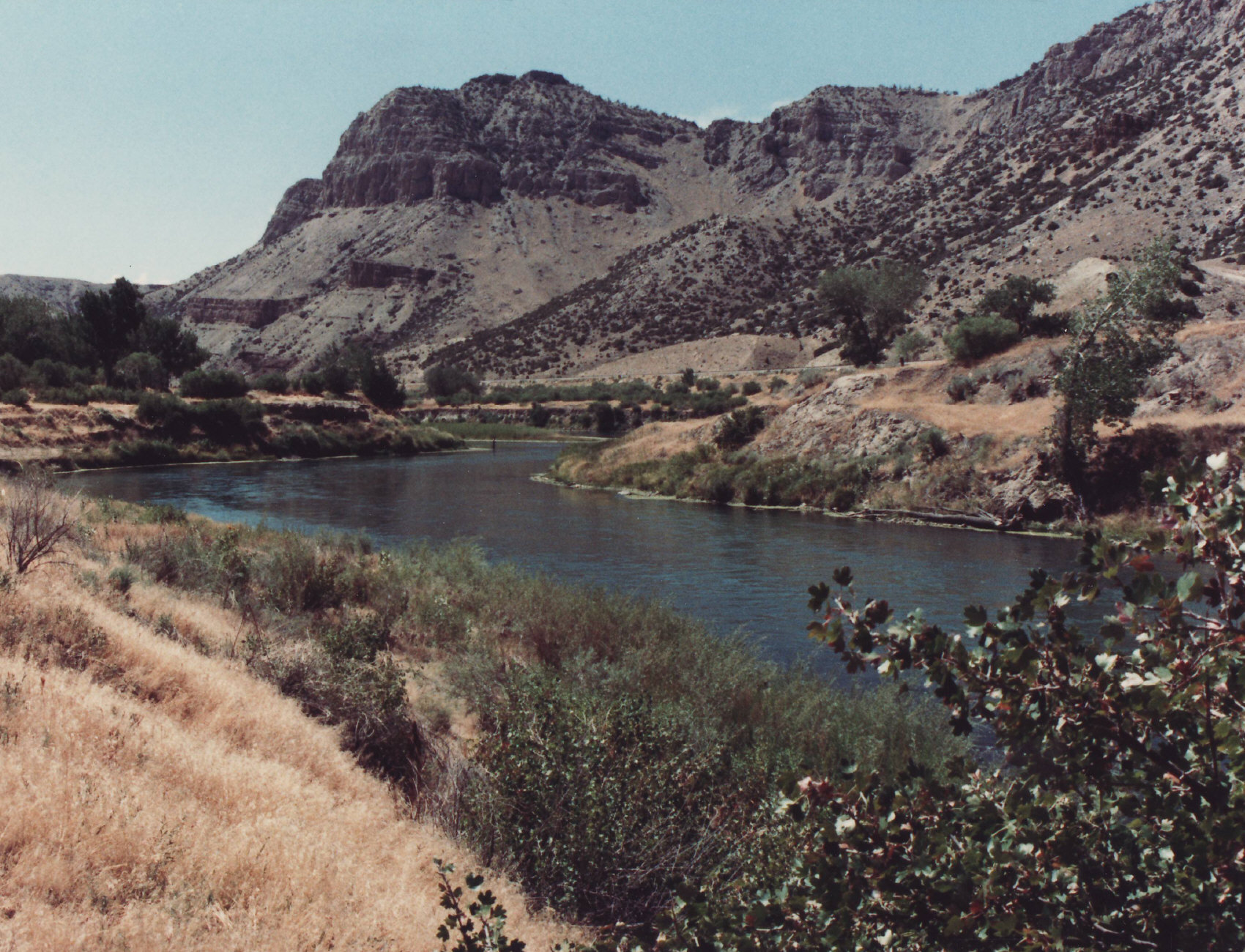
نهر الرياح في محمية ويند ريفر

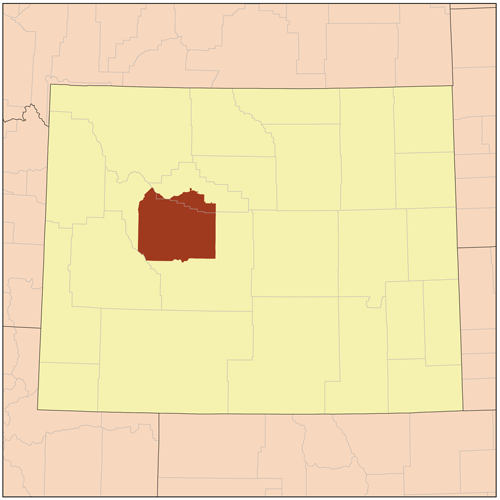
موقع المحمية في وايومنغ

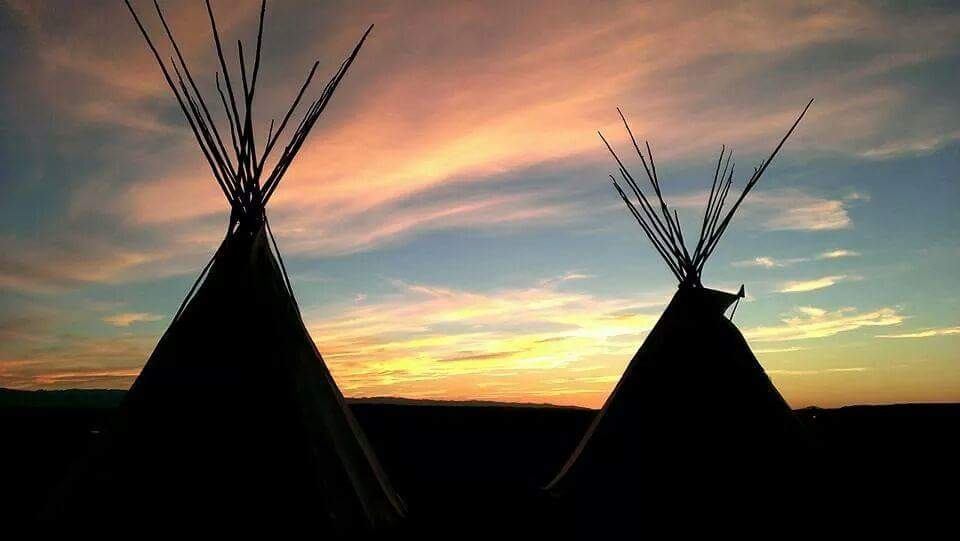
غروب الشمس في محمية ويند ريفر في وايومنغ

ويند ريفر محمية تأسست من أجل قبائل الشوشون الشرقية وقبائل الأراباهو الشمالية من السكان الأصليين. تقع المحمية في الجزء الغربي الأوسط من الولايات المتحدة الأمريكية تحديدا في ولاية وايومنغ. وتعد سابع أكبر محمية للسكان الأصليين في الولايات المتحدة الأمريكية. وتقع على اراضي مساحتها 3.473.272 ميل مربع (8.995.733 كيلو متر مربع) وتبلغ مساحة المياه في المحمية (3.532.010 كيلو متر مربع). تشمل على مايزيد من ثلث مقاطعة فريمونت وأكثر من خمس مقاطعة الينابيع الساخنة. وتقع المحمية في حوض نهر الرياح لذلك سميت المحمية في اسم (ويند ريفر) التي تعني نهر الرياح. ويحيط بها عدد من الجبال منها رانج، أوول كرييك، ابسروكا. وبلغ عدد سكان المحمية حسب تعداد عام 2000 ما يقارب (40.237 نسمة). وتعد أكبر بلدة فيها ريفيرتون. والمقر في فورت واشكي. وهي أيضا موطن لكازينو نهر الرياح وليتل كازينو. 789 متجر للدخان وكازينو (لجميع الأرراباهو الشمالية) وكازينو الروز (لقبائل الشوشون الشرقية) وهي الكازينوهات الوحيدة في وايومنغ.  

## التاريخ
تأسست محمية ويند ريفر من أجل قبيلة الشوشون الشرقية في عام 1868. أنشأ مخيم آغر (وهي قاعدة عسكرية للجنود) في الموقع الحالي ل لاندر في 28, يونيو،1869. تغير اسم المخيم إلى معسكر براون في عام 1870 وفي عام 1871 تغير الموقع إلى الموقع الحالي للقاعدة العسكرية واشكي. تم تغيير الاسم إلى واشكي لتكريم زعيم قبيلة الشوشون الشرقية واستمر ليكون في مثابة ثكنة عسكرية حتى إخلائها في عام 1909. وكما أنشأت الدارس الحكومية والمستشفيات وقامت بمهامها لسنوات عديدة في الشرق من فورت واشكي وأرسل الأطفال إليها أثناء العام الدراسي. شيد سانت مايكل في Ethete في عام 1917-1920. أنشأت قرية الأراباهو في اعتبارها وكالة لتوزيع الحصص الغذائية الفرعية وفي نفس الوقت لديها وظيفة تجارية كبيرة. تم التنازل عن مساحات من أراضي المحمية في عام 1906 للمستوطنين البيض. توسعت ريفرتون على جزء من هذه الأراضي. وفي القرن التاسع العشر تم إصدار قانون تخصيص الأراضي لعائلات مختلفة وكانت الأسماء في الإنجليزية. جاء نظام الري لتطير الزراعة وتربية المواشي وقد شيدت مطاحن الدقيق بالقرب من فورت واشكي. 
أصدرت وكالة حماية البيئة في 19, ديسمبر، 2013 قرار منح المحمية اختصاص إنفاذ البيئية. أكت القبيلة علنا في وقت لاحق حقوق الولاية القضائية في المناطق الأخرى التي تقلصت في موجب اتفاق عام 1906. أصدرت الدولة في 6, يناير، 2014 التماس للإقامة وإعادة النظر في قرار وكالة حماية البيئة. 
في عام 2011 (8177) من السكان كانت من الأراباهو و (3737) كانت من الشوشون الشرقية. يسكنون على 1880000 دونم من اراضي القبيلة و 180387 فدان من المناطق البرية. بالمقارنة مع عدد السكان في عام 2000 (28.9%) من السكان الأصليين (كليا أو جزئيا), ومنهم (54%) من الأراباهو و (30%) من الشوشون. 22% من السكان الأصليين يتحدثون لغة أخرى غير الإنجليزية في المنزل. دفن ساكاغوي هنا، ابنها جان بابتيست شاربونو لديه نصب تذكاري في فورت واشكي ولكنه دفن في دانر في ولاية أورغون. 
تلقت المحمية الاهتمام بسبب الجريمة وتعاطي المخدرات. يشير السكان المحليين إلى شوارع  و مواقع أمريكية مختلفة اتسمت بالعنف وسوء السمعة  مثل كومبتون. ولكن سكان آخرون يقولون أن محمية ويند ريفر هي مكانا للتفاؤل أكثر مما تم تصويره وعرضه في التقارير الصحفية. وفي عام 2016 ظهر أول بيسون في المحمية منذ عام 1885. 
تاريخ الصراع والاحداث
تبنّت شوشون الشرقية الخيول في وقت أقرب بكثير من جيرانها إلى الشمال، اتحاد الكونفوت (الذي يتألف من ثلاث مجموعات ذات صلة، بيجان، سيسيكا، وكايناي). مع الميزة في السرعة والحركة التي قدمتها الخيول في المعركة، تمكنت شوشون الشرقية من التوسع إلى الشمال وسرعان ما احتلت الكثير من جنوب ألبرتا الحالية والوسطى، ومعظم مونتانا، وأجزاء من وايومنغ، وداهمت بلاكفوت بشكل متكرر. وفي الوقت نفسه، انفصل أبناء عمومتهم المقربين، وهم «كومانش»، وهاجروا جنوبًا إلى غرب تكساس الحالية. وحالما تمكنت بيجان على وجه الخصوص من الوصول إلى خيول خاصة بها وبنادق حصلت عليها من شركة خليج هدسون عبر كري وأسيبينبو، أفاد ديفيد تومبسون بأنه قد غزا معظم أراضي شوشون، وكثيرا ما استولى على نساء وأطفال شوشون، واستوعبهم بالقوة في مجتمع بلاكفوت، مما زاد من مزاياهم على شوشون. أفاد طومسون أن أرض بلاكفوت في عام 1787 كانت من نهر ساسكاتشوان الشمالي في الشمال إلى نهر ميسوري في الجنوب، ومن جبال روكي في الغرب إلى مسافة 300 ميل. }
كان مجلس فورت بريدجر للمعاهدات لعام 1868 معروفًا أيضًا باسم مجلس المعاهدة العظيم، وكان مجلسًا طور فيه معاهدة فورت بريدجر للعام 
المشار اليه 1868، وكانت المجموعه الهندية الأمريكية الرئيسية المتأثرة بهذه المعاهدة.
```
الحدث بحد ذاته مهم لأنه كان آخر مجلس معاهدات تناول مسألة إنشاء التحفظ. بعد ذلك المجلس استخدمت الأوامر التنفيذية لإنشاء تحفظات.
```

في حين تم إبرام معاهدة في فورت بريدجر، في إقليم يوتاه، في عام1860 بين مفوضين من الولايات المتحدة ورؤساء آخرون رؤساء الفرقة الشرقية من الهنود الشوشونيين، وتاج جي، وتاي-تو با، وغيرهم من رؤساء ورؤساء قبيلة باناك من الهنود، من جانب الفرقة المذكورة وقبيلة الهنود،  المعاهدة هي في الكلمات والأرقام التالية على النحو التالي: 
مواد من معاهدة مع مقالات معاهدة أبرمت في فورت بريدجر، إقليم يوتا، في اليوم الثالث من شهر يوليو، في عام ألف وثمانمائة وثمانية وستين، بين المفوضين الموقّعين أدناه من جانب الولايات المتحدة، والرؤساء الموقّعون أدناه ورؤساء فرق تمثيلية شوتشو (الفرقة الشرقية) وقبائل باناك من الهنود، وهم  مخولون حسب الأصول للتصرف في المباني.

## مجتمعات

علم قبيلة الأراباهو الشمالية

- الأراباهو
- بولدر فلات
- كروهيرت
- إثيت
- فورت واشكي
- هدسون
- جونستاون